# Richard Grenville
Pour les articles homonymes, voir Grenville.
Sir Richard Grenville (avec diverses transcriptions, parmi lesquelles Greynvile, Greeneville, Greenfield, etc. ; prononcer à la française [grɑ̃vil], le nom étant d'origine anglo-normande), né le 6 juin 1542 au château de Clifton House, dans le Devon, dans le sud-ouest de l'Angleterre – mort au combat le 10 septembre 1591 était un officier, navigateur et explorateur anglais de l'Ère élisabéthaine. Il mourut en héros au Combat des Açores. Il est le grand-père de Richard Grenville, 1er baronnet, l'un des principaux protagonistes de la Première Révolution anglaise.

## Biographie

### Jeunesse
Grenville passa sa jeunesse à Buckland Abbey dans le comté du Devon. Il était cousin de Walter Raleigh et de Francis Drake, et assista à la retraite à Clifton de Théodore Paléologue, dernier descendant des empereurs byzantins. À l'âge de dix-sept ans, il partit étudier le droit à Inner Temple. En 1562, il fut compromis dans une rixe sur le Strand, au cours de laquelle il passa Robert Bannister par l'épée et le laissa pour mort, un crime pour lequel il obtint son pardon.

### L'homme de guerre
Aux côtés des armées de l'empereur Maximilien, Grenville combat les Turcs en Hongrie en 1566. En 1569, on le retrouve en Irlande comme assistant de Sir Warham St Leger pour le partage des terres entre les colons dans la baronnie de Kerricurrihy, que le comte de Desmond avait hypothéquée à St Leger. Vers cette époque, à l'instar de Peter Carew qui avait réquisitionné des terres dans le sud du comté de Leinster, Grenville s'empara de terres à Tracton, à l'ouest du port de Cork, en vue de les coloniser. St Leger établit ses quartiers dans les environs, tandis que Humphrey Gilbert marchait sur Idrone le long de la Blackwater. Toutes ces réquisitions de terres dans le sud de l'Irlande provoquèrent la colère des nobles d'Irlande, et menèrent aux révoltes de Desmond, menées par James Fitzmaurice Fitzgerald.
Nommé shérif de Cork, Grenville dut faire face lorsque Fitzmaurice, appuyé par le comte de Clancar, James Fitzedmund Fitzgerald (le sénéchal d'Imokilly), Edmund Fitzgibbon (le « White Knight ») et d'autres, encerclèrent Tracton, enlevèrent les forts anglais à la hallebarde et massacrèrent toute la garnison, à l'exception de trois soldats anglais qui furent pendus le lendemain. Fitzmaurice brandissait la menace d'un débarquement espagnol, qu'il annonçait comme imminent ; ayant saisi les biens des bourgeois de Cork, il se faisait fort de récupérer l'artillerie des fortifications de Youghal.
Grenville venait juste d'embarquer pour l'Angleterre, lorsqu'en juin 1569 (alors que les galions espagnols de la flotte des Amériques venaient d'être saisis), le comte Fitzmaurice assiégea Waterford et exigea que tous les Anglais, y compris la femme de Grenville et Lady St Leger lui soient remis en otage, et que tous les prisonniers soient libérés ; mais les bourgeois irlandais refusèrent d'obtempérer. On passa alors par le fil de l'épée les agriculteurs anglais. Tandis que Cork était affamée, la ville de Youghal se préparait à un assaut imminent. Alors que la révolte s'étendait, Grenville demeura en Angleterre.
Grenville fit cause commune avec le comte d'Arundel et le duc de Norfolk, contre l'avis du premier secrétaire de la reine, Sir William Cecil en 1569 mais, « protestant inflexible », il alla en 1577 jusqu'à arrêter le curé Cuthbert Mayne, qui meurt en martyr, au propre domicile de Francis Tregian l'aîné. Au cours de cette période, il fit du petit port de pêche de Bideford (nord Devon) un important centre de commerce.

### Explorations au Nouveau-Monde
Grenville désirait effectuer la circumnavigation du globe à la fin des années 1570, mais la reine Élisabeth lui préféra Sir Francis Drake pour cette mission : Grenville envisageait de rallier l'océan Pacifique par le détroit de Magellan, plutôt que par le Labrador (solution dite « passage du Nord-Ouest »), un programme qui fut finalement mené à bien par Sir Francis Drake lors de son périple de 1577. En 1585, Grenville commandait la flottille de sept vaisseaux qui emmena la première colonie anglaise d'Amérique du Nord dans l'île de Roanoke, dans l'archipel des Outer Banks sur les côtes de la Caroline du Nord. Son comportement brutal fut sévèrement blâmé par Ralph Lane, le gouverneur de la colonie, qui critiquait « l'intolérable orgueil et l'insatiable ambition » de Grenville. En effet, quoique les indigènes algonquiens fussent d'abord hospitaliers, les colons anglais les traitèrent avec rudesse et mépris : parce que l'un d'entre eux avait dérobé une coupe en argent, Grenville mit à sac et incendia tout un village, tuant tous ses habitants.
En 1586, Grenville revint à Roanoke pour découvrir que les colons survivants (au nombre desquels le savant Thomas Harriot et le graveur John White) avaient repris la mer avec les navires de Francis Drake. Pendant le voyage du retour, il pilla plusieurs bourgs de l'archipel des Açores. C'est vers cette époque que fut publiée une anecdote relatant son comportement au cours d'un dîner avec des gouverneurs espagnols : 

« Il but coup sur coup trois ou quatre verres de vin, puis par défi mordit les verres à pleines dents jusqu'à les briser, en mâcher les éclats et les avaler, si bien que le sang coulait sur ses lèvres sans qu'il témoignât la moindre douleur. »

La reine refusa à Grenville de participer aux côtés de Drake à l'attaque de Cadix en 1587, et  le chargea plutôt d'organiser la défense des côtes du Devon et des Cornouailles en prévision de l'invasion de l'Angleterre par l'Invincible Armada l'année suivante. On le chargea, avec Sir Walter Raleigh, de surveiller les eaux au large des côtes d'Irlande, et après que l'invasion espagnole fut repoussée, il retourna dans le comté de Munster pour organiser ses terres dans le cadre des Colonies d'Irlande. Après la répression de la deuxième Révolte de Desmond en 1583, en effet, il y avait acquis des terres (quelque 24 000 acres, soit 9700 ha) à Kinalmeaky, et y attira de nombreux colons, mais ses efforts répétés restèrent vains et il revint en Angleterre en 1590.

### Derniers commandements

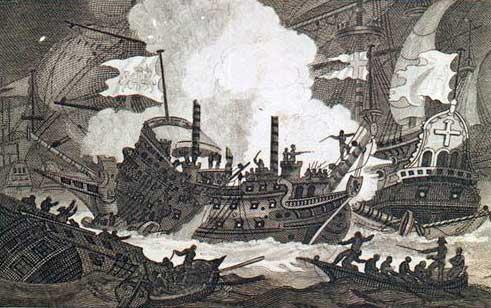
La fin du Revenge (1591).

Grenville fut nommé vice-amiral de la flotte sous les ordres de Thomas Howard, chargé du commandement d'une escadre stationnée aux Açores pour faire main basse sur les convois espagnols revenant des Amériques. Son navire amiral était le Revenge, un galion considéré comme un chef-d'œuvre de construction navale.
Au large de l'île de Flores la flotte anglaise fut surprise par une forte escadre, envoyée par Philippe II. Howard battit en retraite, mais Grenville fit face aux cinquante-trois vaisseaux ennemis malgré un équipage réduit de 95 hommes, par suite d'une épidémie sur l'île. Douze heures durant, son équipage tint en respect les Espagnols, endommageant sérieusement quinze galions ennemis ; réduit à la dernière extrémité, Grenville s'apprêtait à faire sauter son navire, mais son équipage se rendit et lui-même mourut quelques jours plus tard des suites de ses blessures. Le Revenge, et avec lui seize autres navires espagnols, s'abîmèrent dans les flots au cours d'un cyclone peu après.

## Hommages posthumes
- Le dernier combat de Grenville à bord du Revenge est commémoré par un poème d'Alfred Tennyson ("The Revenge") ainsi que par une chanson d'Al Stewart ("Lord Grenville") dans son album Year of the Cat (1976).
- L'une des cinq houses de Churcher's College, une public school anglaise, porte le nom de Grenville, de même que l'une des huit houses de Dulwich College, et aussi l'une des quatre de Queen Elizabeth's High School
- Le dernier combat de Grenville à bord du Revenge est évoqué dans un poème de Robert E. Howard (Solomon Kane's Homecoming) tiré du recueil Fanciful Tales (1936).